# Hildo Kropbrug
De Hildo Kropbrug (brug 419) is een vaste brug tussen de Apollolaan (bij de Apollohal) en het Muzenplein, over het Zuider Amstelkanaal, in Amsterdam. De brug is ontworpen in 1926 door de architect Pieter Lodewijk Kramer, in de bouwstijl van de Amsterdamse School, en gebouwd in 1930 en 1931. Op de dekstenen van de beide brughoofden aan de kant van het Muzenplein zijn, in 1932, beelden aangebracht van Hildo Krop, voorstellende een man/jongen en een vrouw/meisje, beide in een gestileerde boot.
Deze Hildo Kropbrug maakt deel uit van een groter geheel met de Kinderbrug en een muur tussen de twee bruggen, aan de waterzijde van het Muzenplein, waarlangs kinderbeelden van andere beeldhouwers staan.
De beide bruggen en de muur zijn sinds 2004 beschermd als rijksmonument.
<<< · 400 · 401 · 402 · 403 · 404 · 405 · 406 · 407 · 408 · 409 · 410 · 411 · 413 · 414 · 415 · 416 · 417 · 418 · 419 · 420 · 421 · 422 · 423 · 424 · 425 · 427 · 429 · 430 · 431 · 432 · 433 · 434 · 435 · 436 · 437 · 438 · 439 · 440 · 441 · 442 · 443 · 444 · 445 · 446 · 447 · 448 · 449 · 450 · 451 · 452 · 453 · 454 · 455 · 456 · 457 · 458 · 459 · 460 · 461 · 462 · 463 · 464 · 465 · 466 · 469 · 470 · 471 · 472 · 473 · 474 · 475 · 476 · 478 · 479 · 480 · 482 · 483 · 485 · 486 · 487 · 488 · 489 · 490 · 491 · 492 · 493 · 494 · 495 · 496 · 497 · 499 · >>>
Brugnummers 412, 426, 428, 467, 468, 477, 481, 484 en 498 zijn niet (meer) vergeven.